# Acacia campylacantha
Acacia campylacantha é uma espécie de leguminosa do gênero Acacia, pertencente à família Fabaceae.